# Gelidocalamus subsolidus
Gelidocalamus subsolidus är en gräsart som beskrevs av Wan Tao Lin och Z.J.Feng. Gelidocalamus subsolidus ingår i släktet Gelidocalamus och familjen gräs. Inga underarter finns listade i Catalogue of Life.